# Božo Grkinić
Božo Grkinić, né le 17 novembre 1913, à Sveti Juraj na Bregu, en Autriche-Hongrie et mort le 3 février 1996, à Belgrade, en République fédérale de Yougoslavie, est un ancien joueur et entraîneur de basket-ball et de water-polo yougoslave .

## Palmarès
Entraîneur
- Champion de water-polo 1952, 1955, 1956